# Lila Wolken
Lila Wolken ist ein Lied des deutschen Rappers Marteria in Zusammenarbeit mit Yasha und der Sängerin Miss Platnum. Es wurde am 14. September 2012 veröffentlicht und ist auf der gleichnamigen EP enthalten. Das Lied wurde von The Krauts, Philipp Hoppen und Kid Simius produziert.

## Musikvideo
Das offizielle Musikvideo wurde erstmals am 24. August 2012 bei tape.tv veröffentlicht, einen Tag später auch bei YouTube. Es zeigt Marteria, Yasha und Miss Platnum in Berlin, wie etwa auf dem Gasometer Schöneberg und die Plattenbauten in Berlin-Marzahn. Unter anderem sieht man auch nackte Menschen in einem Freibad vom Turm springen. Das gesamte Musikvideo spielt am frühen Morgen. Bei YouTube erreichte das Musikvideo bis heute mehr als 49 Millionen Aufrufe (Stand: 11. August 2023).
Im Februar 2013 wurde das Musikvideo zu Lila Wolken in der Kategorie Bestes Video (national) des Musikpreises Echo in die Vorauswahl aufgenommen. Unter die endgültigen fünf Nominierten gelangte das Video jedoch nicht. Im März 2013 wurde anlässlich der Echo-Vorauswahlnominierung von Lila Wolken ein weiteres Musikvideo zu einem Remix des Produzenten-Duos Beathoavenz von Lila Wolken veröffentlicht. Dieses zeigt im Stil des Musikvideos zu Cros Hit Easy die Moderatorin Palina Rojinski den Text des Liedes lippensynchron begleitend, während sie durch die Wohnung schreitet, in der letztlich eine Party abgehalten wird. Außerdem treten u. a. die Rapper MC Fitti, Frauenarzt, Manny Marc und Megaloh sowie die britische Tänzerin Nikeata Thompson in dem Musikvideo auf. Bis heute wurde dieses Musikvideo bei YouTube über 4,8 Millionen Mal aufgerufen (Stand: 16. März 2021).
Kida Khodr Ramadan ist in dem Video als Verkäufer eines Spätis zu sehen.

## Rezeption

### Preise
- Bei der Verleihung der 1 Live Krone 2012 erzielte Lila Wolken eine Nominierung in der Kategorie „Beste Single“, musste sich letztlich jedoch Cro mit Easy geschlagen geben.
- Im Jahr 2013 erreichte das Lied die Vorauswahl in der Kategorie „Bestes Video“ des Musikpreises Echo.
- Bei den Hiphop.de Awards gewann die Single als „Bester Song National“ und war zudem in der Kategorie „Bester Beat National“ nominiert.[6]

### Chartplatzierungen
Lila Wolken stieg am 28. September 2012 auf Platz eins in die deutschen Singlecharts ein und konnte sich dort eine Woche halten. Insgesamt konnte sich die Single 13 Wochen in den Top 10 und 49 Wochen in den Charts halten. In Österreich erreichte das Lied Rang 22 der Ö3 Austria Top 40 und hielt sich insgesamt 31 Wochen in den Top 75. In der Schweizer Hitparade verzeichnete der Song mit Position elf seine höchste Notierung und war insgesamt 27 Wochen in dieser vertreten. Zudem war Lila Wolken vom 3. November 2012 zwei Wochen in den Niederländischen Top-40-Singlecharts vertreten und erreichte mit Rang 25 seine höchste Platzierung.
In den deutschen Single-Jahrescharts 2012 erreichte das Lied Platz 16. Auch in den Single-Jahrescharts 2013 war Lila Wolken in Deutschland auf Rang 72 vertreten, des Weiteren konnte sich die Single in diesem Jahr auf Position 71 der Schweizer Jahreshitparade platzieren.
| ChartsChartplatzierungen | Höchstplatzierung | Wochen |
| ------------------------ | ----------------- | ------ |
| Deutschland (GfK)        | 1 (49 Wo.)        | 49     |
| Österreich (Ö3)          | 22 (31 Wo.)       | 31     |
| Schweiz (IFPI)           | 11 (27 Wo.)       | 27     |

| ChartsJahrescharts (2012) | Platzierung |
| ------------------------- | ----------- |
| Deutschland (GfK)         | 16          |

| ChartsJahrescharts (2013) | Platzierung |
| ------------------------- | ----------- |
| Deutschland (GfK)         | 72          |
| Schweiz (IFPI)            | 71          |

Auf der Streaming-Plattform Spotify verzeichnet das Lied bisher mehr als 106 Millionen Streams (Stand: 11. August 2023), womit es das Lied mit den meisten Streams aller drei Interpreten auf Spotify darstellt.

### Auszeichnungen für Musikverkäufe
In Deutschland wurde der Song im Jahr 2023 mit einer Diamant-Schallplatte ausgezeichnet und gehört mit über einer Million verkauften Einheiten zu den meistverkauften Rapsongs in Deutschland. Platinstatus erreichte Lila Wolken 2013 in der Schweiz für mehr als 30.000 Verkäufe. In Österreich wurde das Lied 2014 mit einer Goldenen Schallplatte für mehr als 15.000 verkaufte Einheiten ausgezeichnet.
| Land/Region        | Auszeichnungen für Musikverkäufe (Land/Region, Auszeichnung, Verkäufe) | Verkäufe  |
| ------------------ | ---------------------------------------------------------------------- | --------- |
| Deutschland (BVMI) | Diamant                                                                | 1.000.000 |
| Österreich (IFPI)  | Gold                                                                   | 15.000    |
| Schweiz (IFPI)     | Platin                                                                 | 30.000    |
| Insgesamt          | 1× Gold · 1× Platin · 1× Diamant ·                                     | 1.045.000 |

## Coverversionen
Im Oktober 2013 veröffentlichte der deutsche Schlagersänger Heino auf der Bonus-Edition seines Coveralbums Mit freundlichen Grüßen eine Coverversion von Lila Wolken. Im Jahr 2014 nahm der österreichische Sänger Peter Kraus eine Rockabilly-Version von Lila Wolken auf, die er auf seinem Coveralbum Zeitensprung veröffentlichte. 2017 veröffentlichte die Band Engst auf der EP Engst eine weitere Coverversion.